# エルネスト・ゴーセンス
エルネスト・ゴーセンス（Ernest Goossens、1908年7月19日 - 1973年3月8日）は、ベルギーの教育家、イエズス会神父である。

## 経歴・人物
若くしてアメリカ合衆国に移住し、同地で音楽を学ぶ。第二次世界大戦直後の1946年（昭和26年）に来日し、原子爆弾の投下で被害が甚大だった広島にあるカトリック教会の助司祭となり、布教活動の傍ら同地で音楽教室の開講にあたり同教室には100人ほどが聴講した。
これによってゴーゼンスは広島において音楽教育の必要性を感じたことにより、1948年（昭和23年）に現在のエリザベト音楽大学の前身である広島音楽学校の設立に携わり同学校で教鞭を執り始める。1952年（昭和27年）には学校名の由来となった同郷の王妃であるエリザベート・ド・バヴィエールを後援者として、エリザベト音楽短期大学（1966年（昭和41年）閉校）の初代学長に就任する。1959年（昭和34年）には日本初の宗教音楽大会を広島で開催にあたり、同地で死去した。